# Günther-Martin Pauli
Pour les articles homonymes, voir Pauli (homonymie).
Günther-Martin Pauli (né le 10 janvier 1965 à Saulgau) est un homme politique allemand de la CDU. Il est membre du Landtag de Bade-Wurtemberg de 2001 à 2016 et est administrateur de l'arrondissement de Zollernalb depuis 2007. 

## Biographie
Après avoir terminé ses études secondaires au lycée Leibniz de Rottweil, Günther-Martin Pauli effectue son service militaire de base au 283e bataillon de Panzers à Münsingen. Il étudie ensuite le droit à l'Université Eberhard Karl de Tübingen, où il est assistant de recherche à la chaire de Roman Schnur entre 1989 et 1990. Günther-Martin Pauli réussi son premier examen d'État en 1992 et son deuxième en 1995. Au cours de ces trois années, il est stagiaire juridique au tribunal de district d'Hechingen. Il est ensuite employé comme stagiaire en rédaction au Zollern-Alb-Kurier. En 1996/97, il travaille comme avocat et est également assistant personnel de Wolfgang Freiherr von Stetten, député au Bundestag. De 1997 à 2007, il est maire de la ville de Geislingen et, depuis 2007, il est administrateur de l'arrondissement de Zollernalb. Il est marié, catholique romain et a trois enfants. 
En plus de la politique, il est vice-président du conseil consultatif des programmes d'Antenna RT4 entre 1987 et 1991, et de 1991 à 2001, il est membre du conseil des médias de l'Agence de communication de l'État du Bade-Wurtemberg en tant que représentant des associations de jeunesse. Entre 1986 et 1997, il est membre du conseil d'administration du Kreisjugendring Zollernalbkreis, et à partir de 1992 il en assure la première présidence. Günther-Martin Pauli est resté étroitement lié au travail de jeunesse même après avoir quitté le conseil d'administration du réseau des jeunes: de 1994 à 2004, il est membre du comité de protection de la jeunesse du conseil de l'arrondissement de Zollernalb. 
De 1998 à 2001, il est également chargé de cours à l'École d'administration publique de Haigerloch. Il est également membre de la Fédération allemande pour l'environnement et la conservation de la nature (BUND), de la famille Kolping, de la Croix-Rouge allemande et de l'Association de protection de l'enfance depuis 1984. Par ses fonctions, il est président de la Fondation Philipp-Matthäus-Hahn, une fondation pour la promotion des étudiants et des jeunes universitaires talentueux de l'Université d'Albstadt-Sigmaringen depuis 2007. Il est président du conseil d'administration de la Sparkasse Zollernalb et conseil de surveillance de la Hohenzollerische Landesbahn. Il est également membre du conseil d'administration d'OEW, depuis 2013 membre du conseil d'administration de Südwestrundfunk, président du conseil de surveillance de la société locale de transports publics Zollernalbkreis et Zollernalb Klinikum gGmbH. 
En plus de son poste politique, Günther-Martin Pauli est membre de l'association de football de Binsdorf depuis 1989 et est arbitre de football dans le district pendant plusieurs années. 

## Politique
De 1980 à 1991, Günther-Martin Pauli assume successivement la présidence de Junge Union de Binsdorf et de Geislingen (à partir de 1987) et de 2001 à 2005 est membre du conseil de district de la CDU de Südwürttemberg-Hohenzollern et président de la CDU pour l'arrondissement de Zollernalb de 2005 à 2007. 
En matière de politique locale, il est membre du conseil municipal de Binsdorf de 1989 à 1996 et conseiller municipal de Geislingen de 1989 à 1997. En 1996, il rejoint l'Association des employés démocrates chrétiens (CDA). Entre 2000 et 2007, il est conseiller d'arrondissement, membre de l'assemblée régionale de Neckar-Alb et membre du conseil Rhénan. En 2005, Günther-Martin Pauli est élu président de la CDU de l'arrondissement de Zollernalb, où il  devient administrateur de district en 2007. 
Il est entré en politique d'État le 12 avril 2001 en devenant membre du Landtag de Bade-Wurtemberg pour la circonscription de Balingen. Il est porte-parole pour la politique des médias du groupe parlementaire CDU depuis 2005 et président du groupe de travail sur la politique des médias. Au Landtag, il estmembre régulier de la Commission permanente, de la Commission d'examen des élections et de la Commission de l'intégration. En outre, il est membre adjoint du comité de l'intérieur, du comité de l'environnement, du climat et de l'économie de l'énergie, du comité des pétitions et du comité du travail et de l'ordre social, de la famille, des femmes et des seniors. 
Lors des élections régionales dans le Bade-Wurtemberg en 2016, Pauli ne se représente pas en raison de son poste d'administrateur de district. Nicole Hoffmeister-Kraut, qui est ensuite devenue ministre au ministère des Affaires économiques, du Travail et du Logement du Bade-Wurtemberg, lui succède. 